# Liste der Monuments historiques in Pamfou
Die Liste der Monuments historiques in Pamfou führt die Monuments historiques in der französischen Gemeinde Pamfou auf.

## Liste der Objekte
| Bezeichnung                | Beschreibung                               | Standort | Kennzeichnung | Schutzstatus | Datum | Bild |
| -------------------------- | ------------------------------------------ | -------- | ------------- | ------------ | ----- | ---- |
| Ölgemälde Erzengel Michael | 19. Jahrhundert; in der Kapelle St-Georges | (Lage)   | PM77003406    | Inscrit      | 1979  |      |